# Chocenice
Chocenice (německy Kotzenitz) jsou obec v okrese Plzeň-jih, která leží na silnici I/20 spojující Plzeň a Nepomuk. Žije zde 620 obyvatel a katastrální území obce má rozlohu 1320 ha. Součástí Chocenic jsou osady Kotousov, Chocenická Lhota a Zhůř. Obcí protéká Chocenický potok, přítok Úslavy, na kterém jsou rybníky Mlýnský a Vejsovský.
Obec Chocenice rokem 2015 oslavila výročí 900. let obce (Chocenice 1115–2015). Obec patří k vůbec nejstarším obcím v regionu jižního Plzeňska.

## Historie

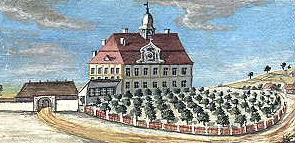
Nejstarší vyobrazení zámku Chocenice, ještě v barokní podobě

První písemná zmínka o Chocenicích se nachází na zakládací listině kladrubského kláštera z roku 1115, ale lidové dohady říkají, že jistý „Chocan“ s rodinou přišel do zdejší krajiny už někdy na počátku 11. století, usadil se zde, vymýtil les a vzdělal pole.
V roce 1560 byly prodány Jiříkovi Kokořovcovi z Kokořova, mezi lety 1605–1615 do obce přesídlil jeho vnuk Kryštof a vystavěl si zde nové sídlo (tvrz) s vrchnostenským vorem, ovčín a pivovar (později lihovar). Roku 1650 bylo panství prodáno Janu Václavu Kocovi z Dobrše a jeho manželce, která panství později zdědila. Poté Chocenice často střídaly majitele.
V polovině 18. století byly Chocenice zkrášleny pískovcovými barokními sochami světců, z nichž se dochovaly dvě – sv. Vojtěcha a sv. Jana Nepomuckého. Ty stály až do 90. let 20. století na mostě u kapličky, poté byly přesunuty na dvůr před zámek a v srpnu 2013 byly přesunuty před obecní úřad Chocenice. V roce 1729 dokončili Sinzendorfové přestavbu tvrze na barokní zámek a v roce 1790 byla na skalnatém ostrohu u hráze Vejsovského rybníka postavena barokní (tzv. kontribuční) sýpka, která sloužila lidem v dobách nedostatku. Roku 1868 byla postavena obecná škola, která dnes slouží jako obecní úřad, a roku 1895 byla v jádru obce postavena pseudorománská kaple Panny Marie.

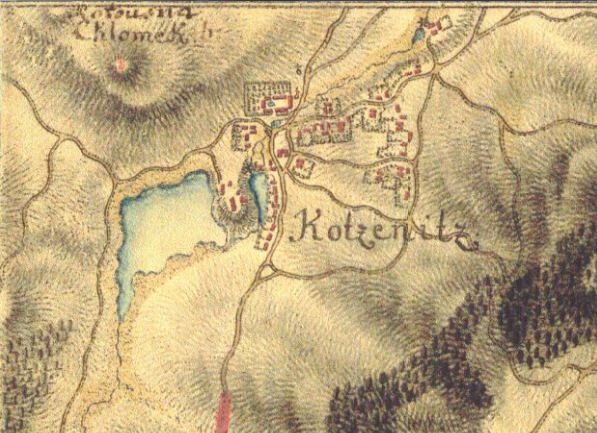
Obec na mapě 1. vojenského mapování roku 1750

Místní zámek byl mezi roky 1903–1927 využíván z části jako obecná škola, poté byl prodán feriálním osadám v Plzni, které zde organizovaly letní pobyty pro děti, a byl opraven. Poté byl pojmenován jako Skupova ozdravovna pro plzeňské děti. Během druhé světové války zde sídlila četnická stanice, přes Chocenice vždy vedla frekventovaná trasa na Nepomuk a České Budějovice, a proto tuto cestu využívala válčící vojska, převážně německá. Postupně ji pak osvobozovaly jednotky americké armády. Po válce byl zámek v Chocenicích až do roku 1979 využíván jako škola. Roku 2006 byl vystavěn nový most na silnici I/20.

## Památky a pozoruhodnosti
V obci se nachází barokní tvrz a jednoduchý barokní zámek ze 17. století, který byl přestavěn a sloužil jako Skupova ozdravovna feriálních osad Plzeňských, později jako základní škola. Dnes je zámek v soukromém vlastnictví a prochází rozsáhlou rekonstrukcí, po letech chátrání. Ve vsi se též nachází muzeum sboru dobrovolných hasičů, špýchar, kaple a domy z 18.–19. století.
Na vrchu Velký chlumek stojí památný strom Chocenický drnák a u nedaleké Zhůře Zhůřský křemelák. Chocenice leží na západním okraji přírodního parku Buková hora - Chýlava.

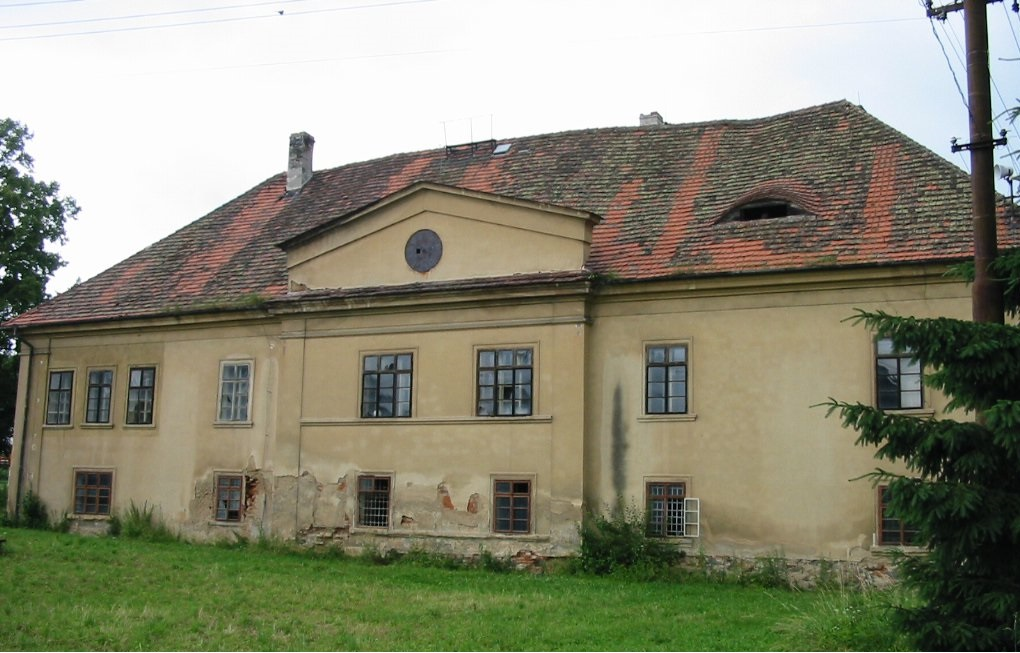
Stav zámku před rekonstrukcí 2015

### Zámek Chocenice
V roce 1561 byly Chocenice prodány Jiříkovi z Kokořova a v 17. století, v letech 1605–1615 přesídlil do Chocenic jeho vnuk Kryštof (Kryštof Kokořovec z Kokořova), který si zde vystavěl renesanční tvrz. V roce 1650 byla obec prodána Janu Václavu Kocovi z Dobrše a jeho ženě, která později panství zdědila. Poté Chocenice často střídaly majitele. Když se v obci v 18. století usídlil rod Sinzendorfů, byla v roce 1729 dokončena výstavba nového barokního zámku. Barokní prvky ztratil zámek při klasicistní přestavbě po roce 1816 (např. barokní štít s hodinami byl přestavěn do trojúhelníkové – „antické“ podoby, jak je u klasicistního stylu typické). V přestavbách a rekonstrukcích v 19. a 20. století ztratil zámek výrazné architektonické prvky a byl zjednodušen. V letech 1903–1927 byl zámek zčásti využíván jako obecná škola, poté byl prodán feriálním osadám v Plzni. Ty v Chocenicích organizovaly letní pobyty pro děti, zámek byl opraven a nesl název „Skupova ozdravovna pro plzeňské děti“. Od roku 1946 až do roku 1979, kdy byla mezi budovou dnešního obecního úřadu a Starého zámku vybudovaná nová škola, byl zámek využíván jako základní škola pro obec a okolní přilehlé vesnice. V současnosti je zámek v soukromých rukách a prochází rozsáhlou rekonstrukcí.

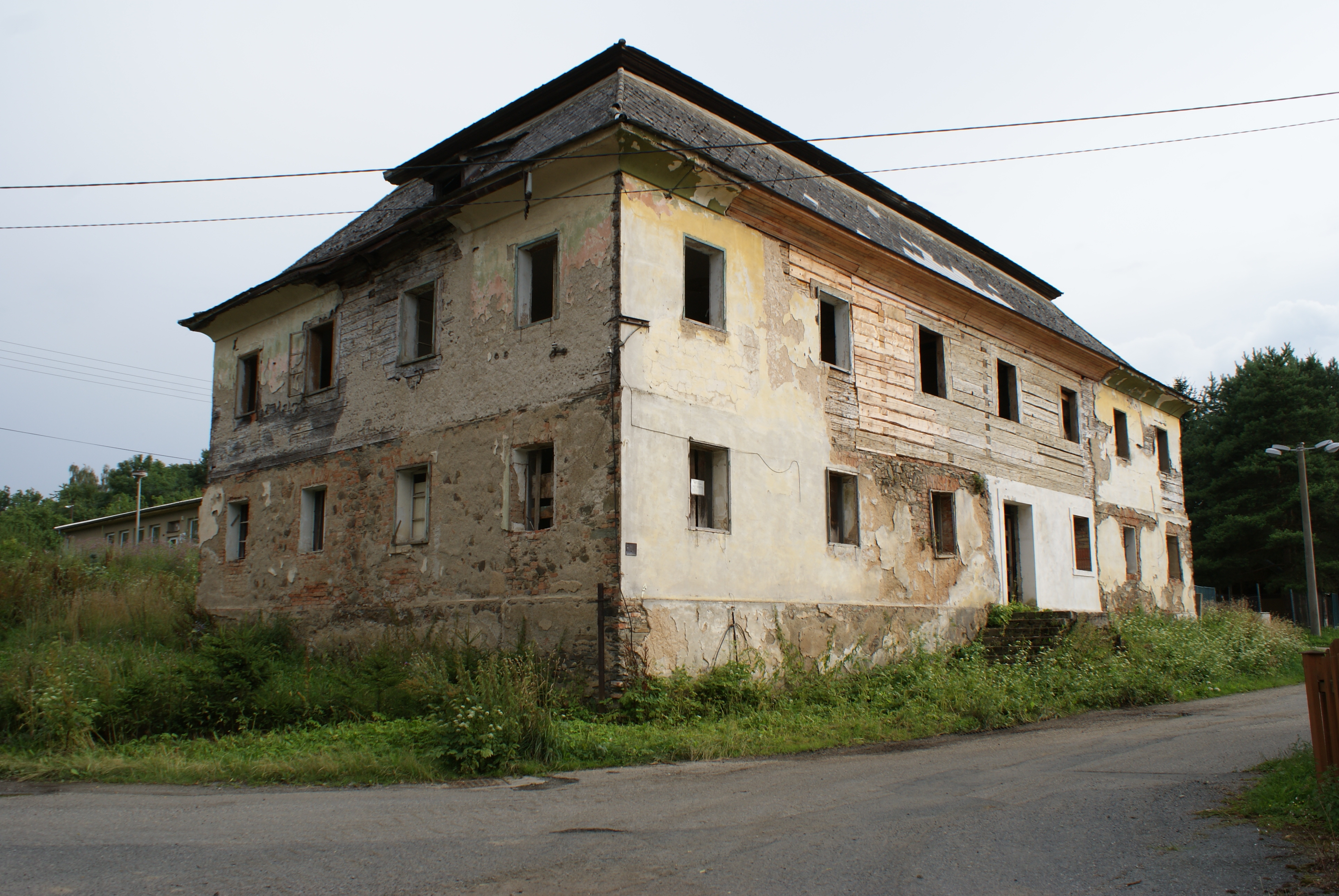
Stav před rokem 2015

### Rekonstrukce barokního panského domu – „Starého zámku“
Budova č. 92 byla dlouhodobě ve velice špatném a chátrajícím stavu, od 70. let 20. století přestala být budova obývána (do té doby zde byly byty pro občany obce) a budova začala chátrat. Budova sama je stavebním unikátem, dochovaný typ konstrukcí je dnes zcela ojedinělý, památkovou hodnotu zvyšují dochované klenby a černá kuchyně. Stav celého objektu byl velmi špatný, dřevěné obvodové konstrukce byly napadeny dřevokaznou houbou, komíny byly zbourány do úrovně střechy, část jižní stěny chyběla, nedochovalo se schodiště ani ostatní interiérové prvky. Rekonstrukce se ujalo občanské sdružení Starý zámek Chocenice. Budova prochází rozsáhlou rekonstrukcí, je zachraňována a pomalu, ale jistě se dostává do původního stavu se záměrem otevření galerie, zpřístupnění černé kuchyně, centra nově vznikající naučné stezky a také k soukromím účelům.

### Seznam památek Chocenic a okolí

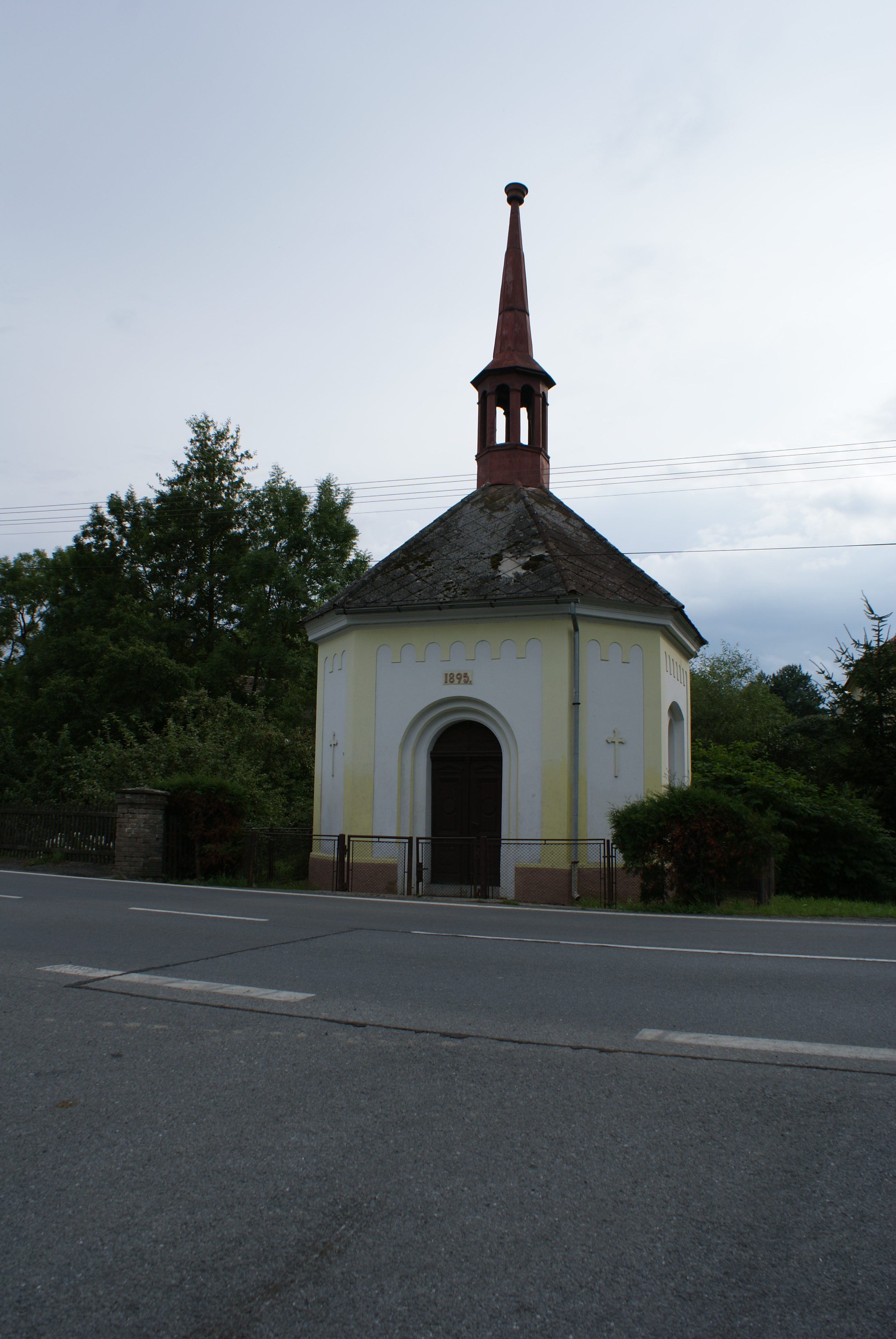
Kaple Panny Marie v Chocenicích

- Barokní zámek ze 17. století (dříve tvrz)
- Barokní tvrz
- Špýchar – barokní sýpka
- Novorománská kaple sv. Panny Marie
- Hasičské muzeum
- Barokní a klasicistní statky a domy
- Památný strom „Chocenický drnák“
- Mlýn z 19. století
- Pozůstatky pivovaru (později lihovaru, ze 17. století)
- Vejsovský a Mlýnský Rybník
- Nedaleko zaniklá obec „Hladomří“ (zde lidé vymřeli na hladomor, dnes obýváno, převážně chataři, ale má i stále obyvatele, zachovány pozůstatky zaniklého rybníka a morové kříže na památku události)
- Místo „U Obrázku“ (obraz Panny Marie v lese Chejlava)
- Barokní sochy sv. Jana Nepomuckého a sv. Vojtěcha (17. století)

## Sociální a kulturní vybavenost obce
- Obecní úřad (systém Czech POINT)
- Obchod řetězce COOP
- Hospoda U Stadionu
- Restaurace ERKO
- Autosalon a servis značky Škoda - Car Pro Chocenice
- Autobazar
- Kadeřnictví
- Mateřská školka
- Základní škola (1. stupeň)
- Dětské hřiště
- Nohejbalové hřiště (dříve hokejový stadion poničený povodní)
- ZD Komorno, a. s.
- Tenisový kurt
- Víceúčelové hřiště (tj. fotbal, basketbal, házená, volejbal atd.)
- Hasičská nádrž
- SDH Chocenice
- Obecní knihovna
- Hasičské muzeum
- Kaple sv. Panny Marie (možnost křtů apod.)
- Plynofikace a vodovod